# Tingena melinella
Tingena melinella är en fjärilsart som först beskrevs av Felder och Alois Friedrich Rogenhofer 1875.  Tingena melinella ingår i släktet Tingena och familjen praktmalar. Inga underarter finns listade i Catalogue of Life.

## Bildgalleri

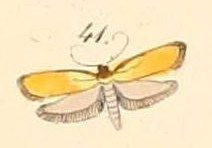